# Boter (roman)
‎
Boter (angleško The Godfather) je roman, ki ga je leta 1969 napisal Mario Puzo. Opisuje zgodbo izmišljene mafijske družine iz New Yorka, ki jo vodi Don Vito Corleone. Po literarni predlogi je bila posneta tudi filmska trilogija Boter.
Slovenski prevod: Puzo, Mario. Boter. Koper 1970 (COBISS)